# Le Capitaine Rascasse
Pour plus de détails, voir Fiche technique et Distribution.
Le Capitaine Rascasse  est un français muet, sorti en salles en 1927, réalisé par Henri Desfontaines.

## Distribution
- Gabriel Gabrio : Capitaine Rascasse
- Claude Mérelle : Madelon, la reine du whisky
- Jeanne Helbling :

## Fiche technique
- Réalisation : Henri Desfontaines
- Affiche : René Péron (France)